# Řád Svatého Spasitele z Monrealu

Symbol řádu

Řád Svatého Spasitele z Monrealu (španělsky Orden de San Salvador de Monreal) byl španělským rytířským řádem, založeným r. 1128 navarrským a aragonským králem Alfonsem I.
Vznikl spojením Řádu sv. Spasitele, Řádu dubu a místních milicí za účelem znovudobytí města Monreal na Maurech. Po jeho dobytí zde rytíři krátce sídlili až do jejich spojení s templáři.
Jeho předchůdce, Řád sv. Spasitele (španělsky Orden de San Salvador) byl taktéž založen Alfonsem I., ale již r. 1118, a také používal názvu Milicia de Cristo (Kristova milice).
Symbolem řádu byl červený kříž s bílým kruhem uprostřed, na němž se nachází černé písmeno M, které značilo Marie, Milice, Monreal.

## Linky
- La Militia Caesaragustana hasta la llegada de la Orden Militar del Templo a Aragón